# 関口芙沙恵
関口 芙沙恵（せきぐち ふさえ、1944年 -）は、日本の小説家。1993年頃までは、関口 ふさえの名で作品を発表していた。本名は房枝。

## 来歴・人物
1944年、群馬県伊勢崎市境島村出身。
埼玉県立本庄高等学校を卒業し、島村蚕種のほか、税理士事務所や新聞社などへの勤務を経る。
1990年、『蜂の殺意』で第8回サントリーミステリー大賞読者賞を受賞し、小説家デビュー。ミステリー小説やサスペンス小説を発表する。スポーツ、美術、医療など様々なテーマに挑戦している。
2000年代以降は、時代小説を発表している。
『修羅の川』は、幕末の島村地区を舞台とした時代小説で、養蚕家に生まれた女性の山あり谷ありの生涯が描かれている。
2007年9月1日には、伊勢崎市図書館で開かれた講演会で、ふるさとである島村地区の歴史と島村養蚕の重要性を語った。
一般社団法人日本推理作家協会会員。趣味は、絵画などの鑑賞。

## 著作

### 単著
- 蜂の殺意（1990年7月 文藝春秋）
- 黒バラ荘殺人事件（1991年3月 カッパ・ノベルス）
- 2時間7分の身代金（1991年8月 カッパ・ノベルス）
- 青いスポルティーフ（1992年5月 文藝春秋）
- エゴン・シーレの女（1992年8月 トクマ・ノベルズ）
- 非婚の女（1993年7月 双葉社）
- ゴッホ 呪われた肖像（1993年11月 徳間書店）
- 悪業の筐（1997年2月 カッパ・ノベルス）
- 移植病棟（1997年11月 カッパ・ノベルス）
- 修羅の川（2003年11月 光文社）
- 玻璃の橋（2014年5月 光文社）

### アンソロジー
「」内が収録されている関口芙沙恵の作品
- 白のミステリー（1997年 光文社文庫）「殺意の花」
- 恐怖の化粧箱（1999年 光文社）「殺意の花」

## 映像化作品
- 2時間7分の身代金（TBS / 1993年7月26日放送 / 出演 布施博 原日出子 本田博太郎 神保悟志ほか）[7]